# Vera Nordin
Vera Nordin, folkbokförd Inga Vera Eleonora Arnold (från 1955), född Källblom den 4 september 1920 i Stockholm, död den 5 september 2007 i Stockholms domkyrkoförsamling, var en svensk journalist, konstnär och författare. 

## Biografi
Vera Nordin var dotter till direktör Hilding Källblom och Gurly Lindberg. Hon tog sin fil. kand. i Stockholm 1947. Året därpå började hon studerade vid Otte Skölds målarskola och var senare specialelev i grafik för Harald Sallberg. Hon blev redaktör för tidskriften Utlandssvenskarna 1940, var en tid anställd vid Bergslagsposten och var redaktör för Hertha mellan 1976 och 1982. I övrigt var hon frilansjournalist, konstnär, filmare, författare, konst- och teaterkritiker i ett tiotal dagstidningar och skrev barnböcker, lyrik samt dramatik för såväl scen som TV.
Nordin var gift 1946–1955 med Olle Nordin (1920–1992) och tillsammans fick de döttrarna Lena 1947 och Monique 1950. År 1955 gifte hon om sig med konstnären Hans Arnold och tillsammans fick de tvillingarna Björn och Ylva 1956. Vera Nordin är gravsatt i minneslunden på Skogskyrkogården i Stockholm.

## Verk
- BUAM-BU Trollet som inte fanns (1945), barnbok
- Kär lek (1954), erotisk samling
- Dansa, min docka (1964), dramatik scen och TV
- Matulda och Megasen (1967), animerad TV-serie, som även blev film och barnbok